# Gadimakunte, Jagalur
Gadimakunte là một làng thuộc tehsil Jagalur, huyện Davanagere, bang Karnataka, Ấn Độ.